# Пирмонт (замок, Рейнланд-Пфальц)
Пирмонт (нем. Burg Pyrmont) — замок к западу от Мюнстермайфельда рядом с коммуной Рёс на сланцевой скале над рекой Эльцбах в южной части нагорья Айфель в Германии. Замок находится в собственности муниципалитета Рёс (район Кохем-Целль).

## История

### Ранний период

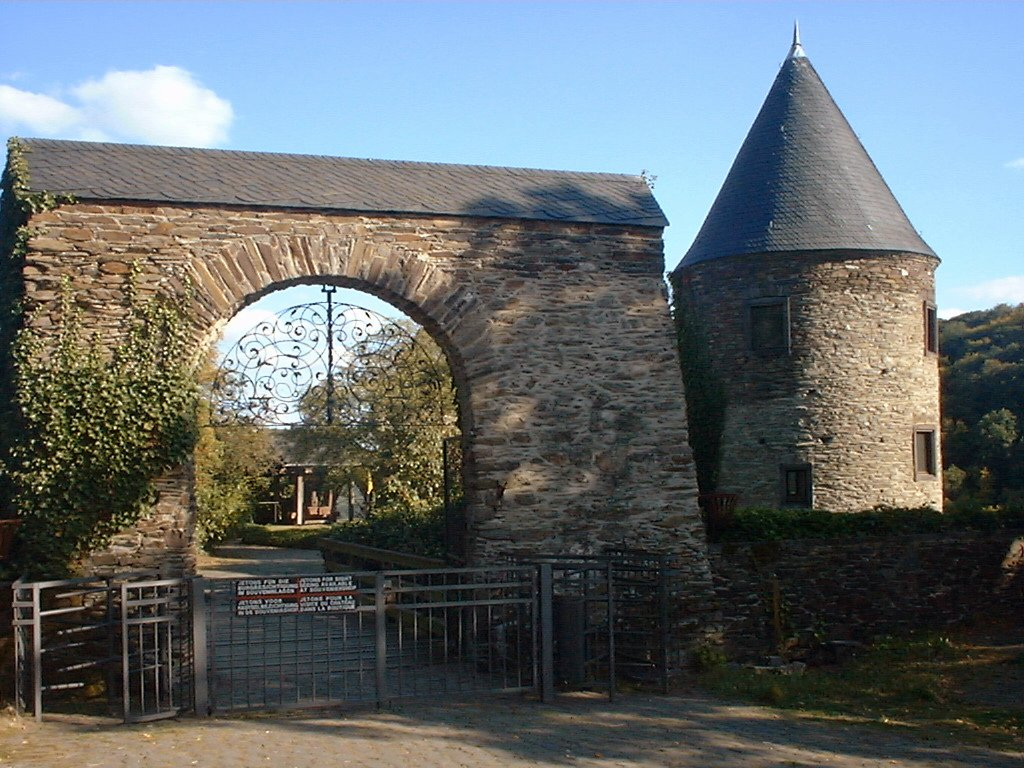
Бывшие внешние ворота замка

Каменные укрепления на месте нынешнего замка были построены в конце XII века Куно фон Шёнбергом. Его сын, Куно II, первым из своей родни стал прибавлять к имени «цу Пюрмонт». В документах замок впервые упомянут в 1225 году.
В 1441 году Куно VI фон Пюрмонт оставил завещание, согласно которому его собственность (и, следовательно, замок Пюрмонт) должна была быть разделена между тремя его сыновьями. Отношения между братьями были непростыми. Генрих VI, Иоганн и Фридрих не могли найти общий язык в вопросах наследования отцовских владений. Споры о том, кто станет хозяином замка, в итоге дошли до властей Священной римской империи. Конфликт был таким острым, что император наложил имперскую опалу на одного из братьев, Генриха VI фон Пюрмонта, который вёл себя дерзко. А его долю передал в управление его брату Фридриху. Тем не менее, император Максимилиан I даровал Генриху VI фон Пюрмонт титул барона и передал замковый комплекс в его распоряжение.
В браке у Генриха VI фон Пюрмонта родились двое сыновей. Но в итоге замок наследовала его дочь Елизавета. Она стала женой Филиппа фон Эльтца, и её владения перешли к нему в качестве приданого. Таким образом замок стал собственностью влиятельной семьи графов фон Эльтц, владевших одноимённым замком.

### Новое время
При всей своей традиционной сплочённости представители семьи Эльтц тоже не всегда могли мирно договориться о разделе владений. В 1652 году из-за продолжающихся споров один из наследников семьи Эльтц продал свою долю в замке Пюрмонт членам семьи Вальдботт фон Бассенхайм. Два года спустя на основании совладения такой собственностью как Пюрмонт они смогли добиться права именоваться баронами Священной Римской империи. Другая доля семьи Эльтц в замке Пюрмонт перешла в 1695 году Трирскому курфюрсту. Через 15 лет семья Вальдботт фон Бассенхайм всё же смогла выкупить и эту долю и стать полноправным хозяином замка.
Представители рода Вальдботт фон Бассенхайм в 1712 году начали перестраивать средневековый замок в роскошную резиденцию. Прежнее главное здание стало на три этажа выше и было превращено во дворец. Вместо прежних маленьких окошек, напоминавших амбразуры, появились большие окна. В этот же период была создана открытая лестница на южной стороне замка.
В период Великой французской революции владельцы замка бежали от наступавших революционных войск в свои поместья на правом берегу Рейна. В 1789 году замок оказался в руках французов. И через пять лет они объявили Пюрмонт национальным достоянием Франции. Последовала история, столь характерная для многих дворцовых и замковых комплексов на левом берегу Рейна. В 1810 году Пюрмонт вместе с окрестными землями был продан с аукциона. Новый владелец Франц Георг Северус Векбекер из Мюнстермайфельда заплатил за семь гектаров земли и замок 4550 франков. Дальше он распродал всё, что мог. Замок быстро превратился в руины.
После завершения Наполеоновских войн в 1818 году граф Фридрих Карл Вальдботт фон Бассенхайм сумел выкупить руины замка. Однако он не имел средств на полноценную реставрацию. И в конце-концов его сын Хьюго Вальдботт был вынужден ради оплаты долгов выставить в 1862 году замок на аукционные торги. Сменилось ещё несколько владельцев. Но никто из них так и не занимался восстановлением резиденции.

### XX век

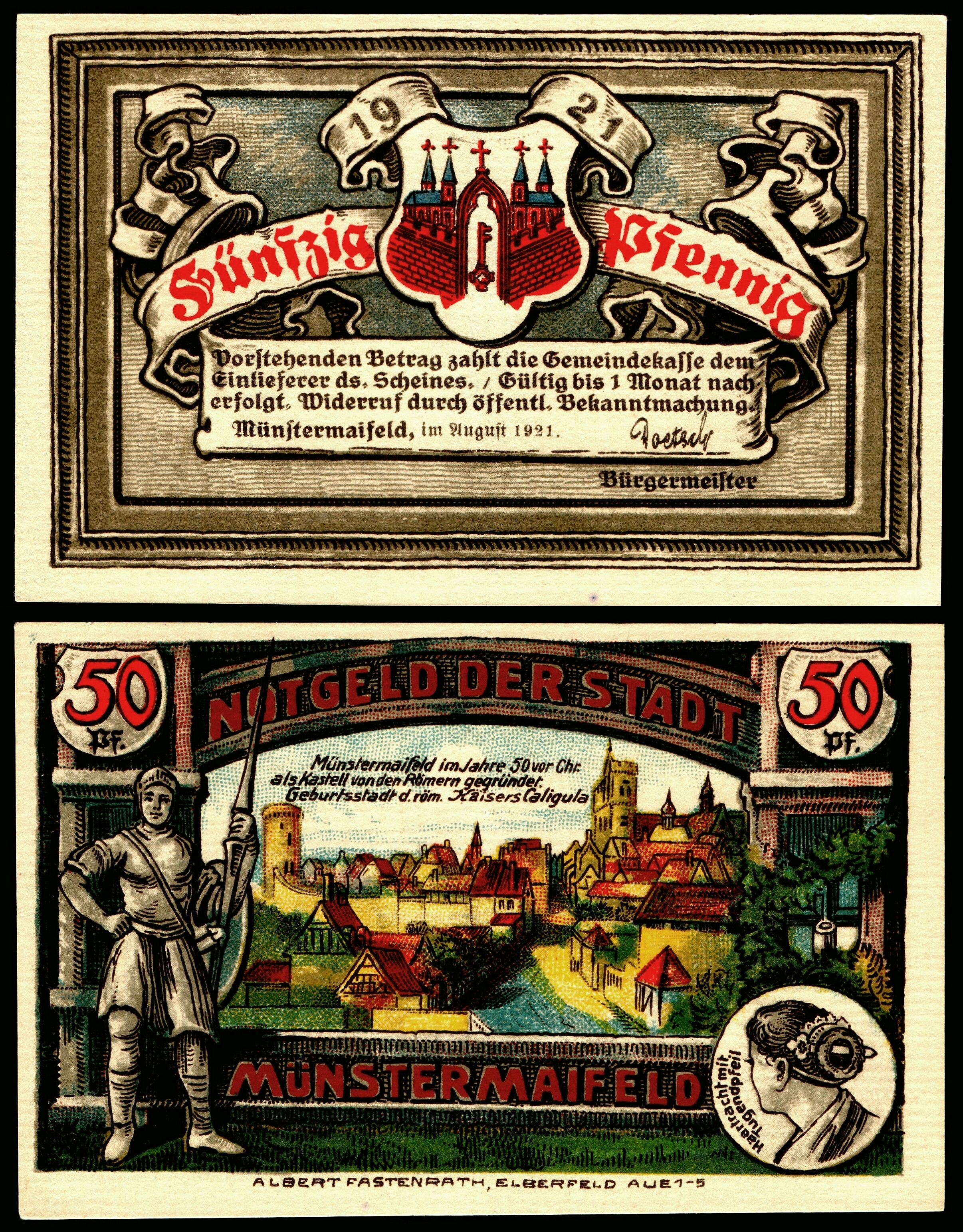
Изображение замка на местной суррогатной банкноте 1921 года

Лишь в 1912 году семья архитектора Франца Краузе, который трудился чертежником в организации «Памятники Рейнской провинции», не просто выкупила ветхие постройки, но и начала там проводить ремонт, чтобы сделать здания пригодными для жилья. Тем не менее полноценного восстановления прежней роскошной резиденции из-за нехватки средств так и не произошло.
В 1963 году два известных архитектора из Дюссельдорфа, Гельмут Хентрих и Хуберт Петшниг, решили заняться восстановлением замка Пюрмонт. Они выкупили сохранившиеся постройки и составили план современной реконструкции комплекса.
Дорогостоящие работы заняли много лет. И наконец в 1990 году замок был открыт для публики. Во внутренних помещениях разместили старинную аутентичную мебель. Интерьеры воссозданы с максимальной точностью и напоминают о бывших владельцах резиденции. В отремонтированном внешнем форбурге открыт сувенирный магазин и ресторан.

## Описание
Основание замка по форме напоминает неправильный прямоугольник. Изначально крепость была построена по типу замков эпохи Гогенштауфенов. Круглая башня высотой 24,5 метра выполняла функцию донжона. Она стала первой подобной башней в регионе Среднего Рейна. На самом верху оборудована смотровая площадка. Ранее башню укрывала конусообразная крыша, но в настоящее время она остаётся открытой.
Внутри замка сохранилась скважина от глубокого колодца (49 метров).
Цвингер с круглыми башнями, построенный в XV веке, был призван прикрывать главное здание замка и служил казармой. Под ним сохранился большой и просторный погреб. Здесь же размещались ворота, через которые можно было проникнуть в замок.
Глубокий ров отделяет основной замок и цвингер от внешней системы оборонительных сооружений. Ранее здесь имелся подъёмный мост, перед котором находился форбург. В ходе реставрации он был восстановлен.
Основной замок, построенный на скале высоко над цвингером, состоит из трехэтажного дворца, пристроенного здания кухни и крепости. После реконструкции в 1712 году эти сооружения были реконструированы в барочном стиле. Тогда же переделали фасады, а окна сделали большими. На первом этаже находится главный (рыцарский) зал и несколько небольших комнат. Третий этаж так и остался не восстановленным.
Около замка находится прекрасный парк, который был разбит ещё в XVIII веке. Снаружи парк частично окружён каменной стеной. Также здесь имеется пруд. На южных и западных склонах в XVIII веке владельцы пытались устроить виноградники. И часть деревьев до сих пор сохранилась.

## Галерея

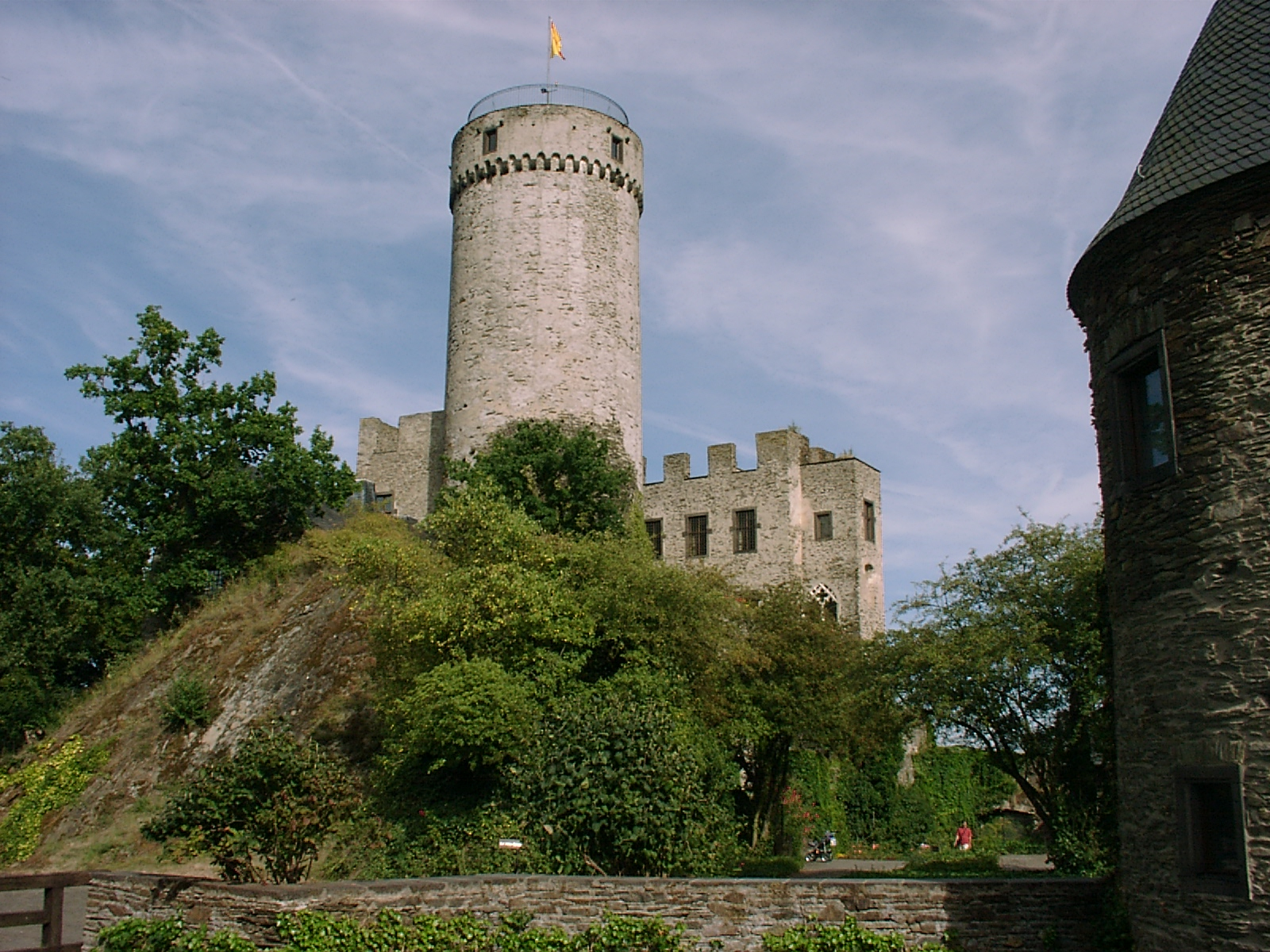
Вид замка с западной стороны
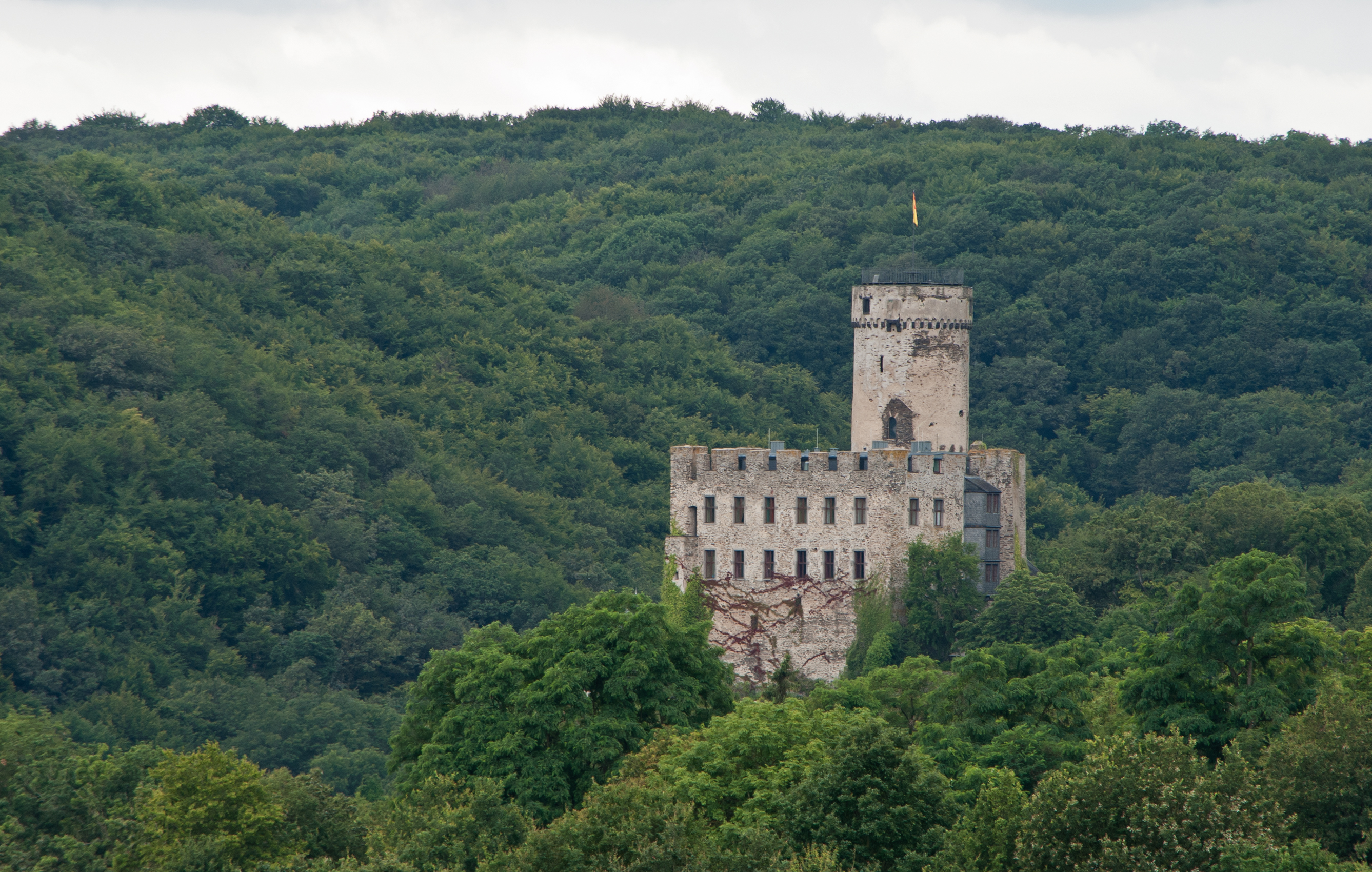
Вид замка с восточной стороны
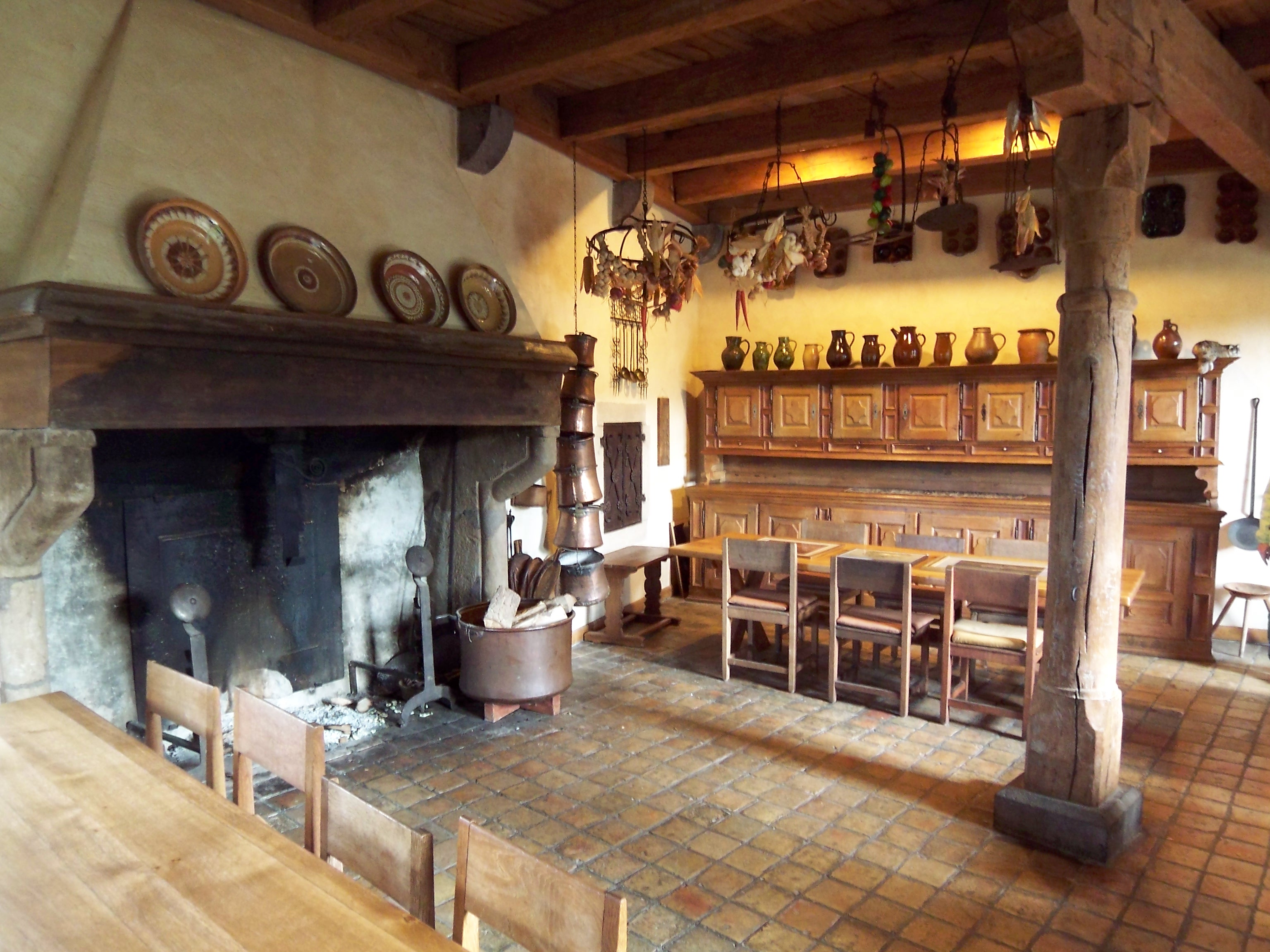
Внутри бывшей замковой кухни
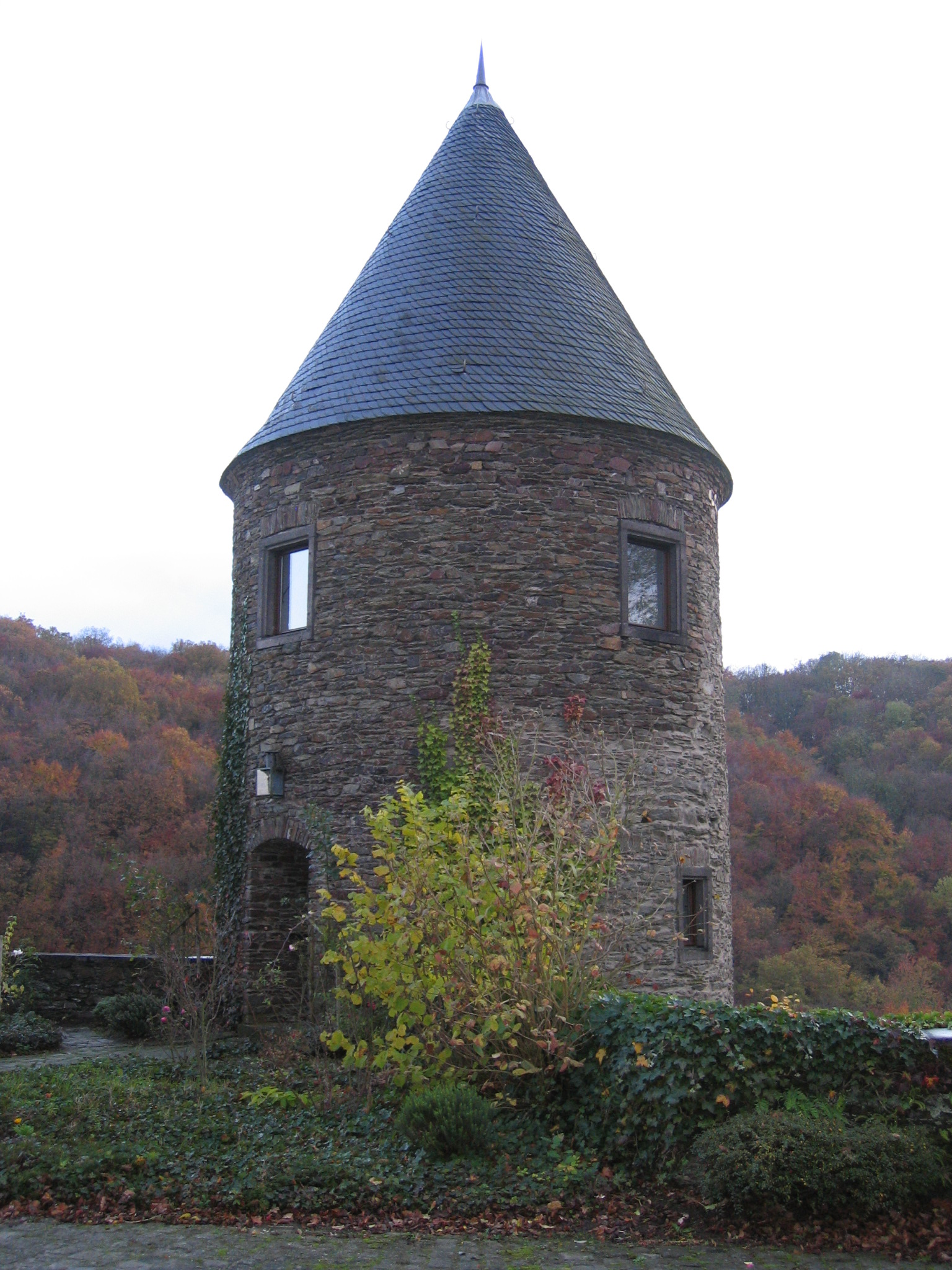
Круглая башня, примыкающая к цвингеру
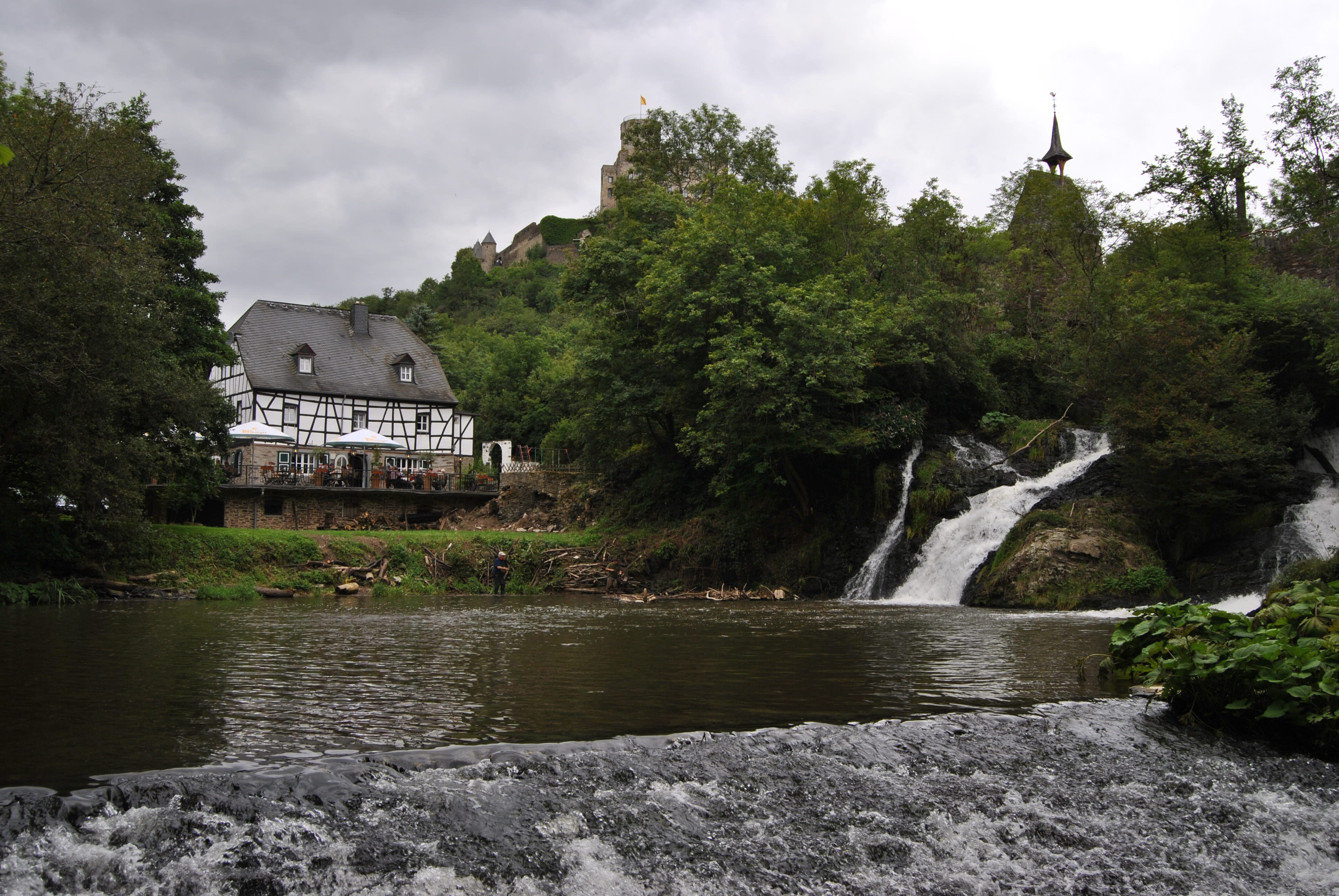
Бывшая водяная мельница и водопад у подножия замка